# Ahmetbey, Ağrı
Ahmetbey là một xã thuộc thành phố Ağrı, tỉnh Ağrı, Thổ Nhĩ Kỳ. Dân số thời điểm năm 2011 là 206 người.